# Toni Vodišek
Toni Vodišek (Izola, 7. lipnja 2000.) je slovenski jedriličar na dasci, olimpijski doprvak (2024.), svjetski prvak (2022.) i doprvak (2023.) te dvostruki europski doprvak (2019. i 2022.).
Naslov svjetskog prvaka osvojio je u Cagliariju 2022.
Tonijev otac Rajko također je bio jedriličar na dasci.